# New Stuyahok
New Stuyahok es una ciudad ubicada en el Área censal de Dillingham en el estado estadounidense de Alaska. En el Censo de 2010 tenía una población de 510 habitantes y una densidad poblacional de 5,67 personas por km².

## Geografía
New Stuyahok se encuentra en las coordenadas 59°29′8″N 157°18′29″O / 59.48556, -157.30806. Según la Oficina del Censo de los Estados Unidos, New Stuyahok tiene una superficie total de 89.91 km², de la cual 84.13 km² corresponden a tierra firme y (6.43%) 5.78 km² es agua.

## Demografía
Según el censo de 2010, había 510 personas residiendo en New Stuyahok. La densidad de población era de 5,67 hab./km². De los 510 habitantes, New Stuyahok estaba compuesto por el 3.53% blancos, el 0% eran afroamericanos, el 93.53% eran amerindios, el 0% eran asiáticos, el 0.2% eran isleños del Pacífico, el 0% eran de otras razas y el 2.75% pertenecían a dos o más razas. Del total de la población el 1.18% eran hispanos o latinos de cualquier raza.